# ATC-kod C10: Medel som påverkar serumlipidnivåerna
ATC-kod C10: Medel som påverkar serumlipidnivåerna är en del av klassificeringssystemet ATC (Anatomical Therapeutic Chemical Classification System) för läkemedel och vissa andra medicinska produkter. ATC utvecklas av WHO och består av alfanumeriska koder indelade i grupper utifrån anatomi, medicinsk funktion och läkemedelstyp på 5 olika kodnivåer. Denna sida utgör innehållet i en specifik grupp på nivå 2.

## C10A Medel som påverkarserumlipid-nivåerna (lipidsänkande medel)

### C10AAHMG-CoA reduktas-hämmare (statiner)
C10AA01 Simvastatin
C10AA02 Lovastatin
C10AA03 Pravastatin
C10AA04 Fluvastatin
C10AA05 Atorvastatin
C10AA06 Cerivastatin
C10AA07 Rosuvastatin
C10AA08 Pitavastatin

### C10ABFibrater
C10AB01 Klofibrat
C10AB02 Bezafibrat
C10AB03 Aluminiumklofibrat
C10AB04 Gemfibrozil
C10AB05 Fenofibrat
C10AB06 Simfibrate
C10AB07 Ronifibrate
C10AB08 Ciprofibrat
C10AB09 Etofibrate
C10AB10 Klofibrid

### C10ACResiner
C10AC01 Kolestyramin
C10AC02 Kolestipol
C10AC03 Colextran
C10AC04 Colesevelam

### C10ADNikotinsyraoch derivat
C10AD01 Niceritrol
C10AD02 Nikotinsyra
C10AD03 Nikofuranos
C10AD04 Aluminiumnikotinat
C10AD05 Nikotinylalkohol
C10AD06 Acipimox

### C10AX Övrigakolesterol- ochtriglycerid-sänkande medel
C10AX01 Dextrotyroxin
C10AX02 Probukol
C10AX03 Tiadenol
C10AX04 Benfluorex
C10AX05 Meglutol
C10AX06 Omega-3-triglycerider
C10AX07 Magnesium pyridoxal 5-fodfat glutamat
C10AX08 Policosanol
C10AX09 Ezetimib
C10AX10 Alipogen tiparvovek

## C10B Medel som påverkar serumlipidnivåerna, kombinationer

### C10BA HMG-CoA reduktashämmare i kombination med andra medel som påverkar serumlipidnivåerna
C10BA01 Lovastatin och nikotinsyra
C10BA02 Simvastatin och ezetimib

### C10BX HMG-CoA reduktashämmare,  övriga kombinationer
C10BX01 Simvastatin och acetylsalicylsyra
C10BX02 Pravastatin och acetylsalicylsyra
C10BX03 Atorvastatin och amlodipin

### Engelska
- WHO Collaborating Centre for Drug Statistics Methodology - ATC Index
- WHO Collaborating Centre for Drug Statistics Methodology - ATCvet Index

### Svenska
- SIL online
- FASS.se - ATC
- FASS.se - Veterinär-ATC
- Sök läkemedelsfakta - Läkemedelsverket
- Socialstyrelsen : Klassifikationer
- Nationellt produktregister för läkemedel - NPL